# Hieracium amblyglochin
Hieracium amblyglochin es una especie de planta con flor del género Hieracium, de la familia Asteraceae, orden Asterales.

## Distribución
Hieracium amblyglochin se distribuye por Suecia.

## Taxonomía
Fue descrita científicamente por Sam. Fue publicada en Bot. Not. 1920: 66 (1920).